# 오픈캔버스
오픈캔버스(openCanvas)는 PGN Corp이 개발, 출시한 래스터 그래픽스 소프트웨어이다. 원래 2000년에 프리웨어로 출시되었으나 버전 2를 기점으로 셰어웨어 모델로 이동하였다. 제한된 데모 기간을 사용하는 동안에는 모든 기능을 이용할 수 있다. 더 높은 성능의 버전 "오픈캔버스 플러스"(openCanvas Plus)는 버전 3 이후로 동시에 출시되고 있다. 기본 기능이 어도비 포토샵이나 코렐 페인터와 비슷하지만, 오픈캔버스는 포털그래픽스(portalgraphics) 웹사이트의 PGN 사용자 커뮤니티에서 볼 수 있는 전 세계의 수많은 사용자들의 커뮤니티를 보유하고 있다.
2009년에 portalgraphics.net은 오픈캔버스의 영어 버전의 판매를 중단하였다. 이와 동시에 포털그래픽스의 웹사이트와 PGN 사용자 커뮤니티를 포함한 온라인 영어 고객 서비스를 종료하였다. 영어 고객 지원은 2010년 7월 31일에 중단하기로 했다. 그러나 영어 포털그래픽스 웹사이트는 얼마 지나지 않아 다시 활성화되었으며 포털그래픽스는 오픈캔버스 시리즈의 판매를 지금까지 계속해오고 있다.
오픈캔버스 5.5.18은 2013년 7월 26일에 일본어와 영어판으로 출시되었다. 2014년 7월 3일 오픈캔버스 6.0.00 최신 버전이 64비트 지원과 함께 출시되었다.